# Samyda ramosissima
Samyda ramosissima là một loài thực vật có hoa trong họ Liễu. Loài này được (C. Wright ex Griseb.) J.E. Gut. miêu tả khoa học đầu tiên năm 1983.